# Lexington (Kentucky)
Lexington is een stad in de Amerikaanse staat Kentucky en telde 325.813 inwoners in 2017 en is hiermee de 61e stad in de Verenigde Staten (2015). De oppervlakte bedraagt 736,5 km², waarmee het de 17e stad is. Bestuurlijk valt de stad samen met Fayette County.

## Demografie
Van de bevolking is 10% ouder dan 65 jaar en bestaat voor 31,7% uit eenpersoonshuishoudens. De werkloosheid bedraagt 1,8% (cijfers volkstelling 2000).
Ongeveer 3,3% van de bevolking van Lexington bestaat uit hispanics en latino's, 13,5% is van Afrikaanse oorsprong en 2,5% van Aziatische oorsprong.
Het aantal inwoners steeg van 225.366 in 1990 naar 260.512 in 2000. In 2015 was het bewonersaantal tot 314.488 gestegen.

## Klimaat
In januari is de gemiddelde temperatuur -0,7 °C, in juli is dat 24,3 °C. Jaarlijks valt er gemiddeld 1131,6 mm neerslag (gegevens op basis van de meetperiode 1961-1990).

## Wereldruiterspelen
In 2010 vonden de Wereldruiterspelen, het wereldkampioenschap paardensport, plaats in Lexington.

## Plaatsen in de nabije omgeving
De onderstaande figuur toont nabijgelegen plaatsen in een straal van 28 km rond Lexington-Fayette.

## Geboren in Lexington
- Mary Todd Lincoln (1818–1882), echtgenote van Amerikaans president Abraham Lincoln en de first lady van het land tussen 1861 en 1865
- John Breckinridge (1821-1875), vicepresident van de Verenigde Staten (1857-1861), senator, advocaat, minister en militair (USA en CSA)
- Benjamin Breckinridge Warfield (1851–1921), theoloog
- Allen Lard (1866-1946), golfer
- Thomas Hunt Morgan (1866-1945), geneticus, embryoloog en Nobelprijswinnaar (1933)
- Michael Herr (1940-2016), schrijver en oorlogscorrespondent
- John Raymond Henry (1943-2022), beeldhouwer
- Richard Hell (1949), zanger, songwriter, basgitarist en schrijver (Television)
- Jim Varney (1949–2000), acteur
- George Clooney (1961), acteur
- Melissa McBride (1965), actrice
- Josh Hopkins (1970), acteur
- Susan Sloane (1970), tennisspeelster
- Kevin Richardson (1971), zanger en lid van de Backstreet Boys
- Dotsie Bausch (1973), wielrenster en voormalig model
- Michael Shannon (1974), acteur
- Brian Littrell (1975), zanger en lid van de Backstreet Boys
- Chris Stapleton (1978), singer-songwriter, gitarist en muziekproducent
- Tyson Gay (1982), sprinter
- Farah Fath (1984), actrice
- Elaine Breeden (1988), zwemster
- Tinashe (1993), singer-songwriter, muziekproducer, danseres, actrice en voormalig model
- Grace Victoria Cox (1995), actrice